# Saint-Lupien
Saint-Lupien ist eine französische Gemeinde mit 231 Einwohnern (Stand 1. Januar 2022) im Département Aube in der Region Grand Est (vor 2016 Champagne-Ardenne). Sie gehört zum Arrondissement Nogent-sur-Seine und zum Kanton Saint-Lyé. Zudem ist die Gemeinde Teil des 2003 gegründeten Gemeindeverbands L’Orvin et de l’Ardusson.

## Geographie
Saint-Lupien liegt etwa 29 Kilometer westnordwestlich von Troyes am Fluss Orvin, der hier entspringt.
Nachbargemeinden sind Avon-la-Pèze im Nordwesten und Norden, Marigny-le-Châtel im Norden und Nordosten, Prunay-Belleville im Osten, Faux-Villecerf im Südosten und Süden, Villadin im Süden sowie Marcilly-le-Hayer im Südwesten und Westen.

## Bevölkerungsentwicklung
| Jahr                       | 1962 | 1968 | 1975 | 1982 | 1990 | 1999 | 2006 | 2011 | 2019 |
| Einwohner                  | 201  | 188  | 181  | 180  | 218  | 222  | 232  | 248  | 231  |
| Quellen: Cassini und INSEE |      |      |      |      |      |      |      |      |      |

## Sehenswürdigkeiten
- Kirche Saint-Lupien aus dem 13. Jahrhundert, Monument historique

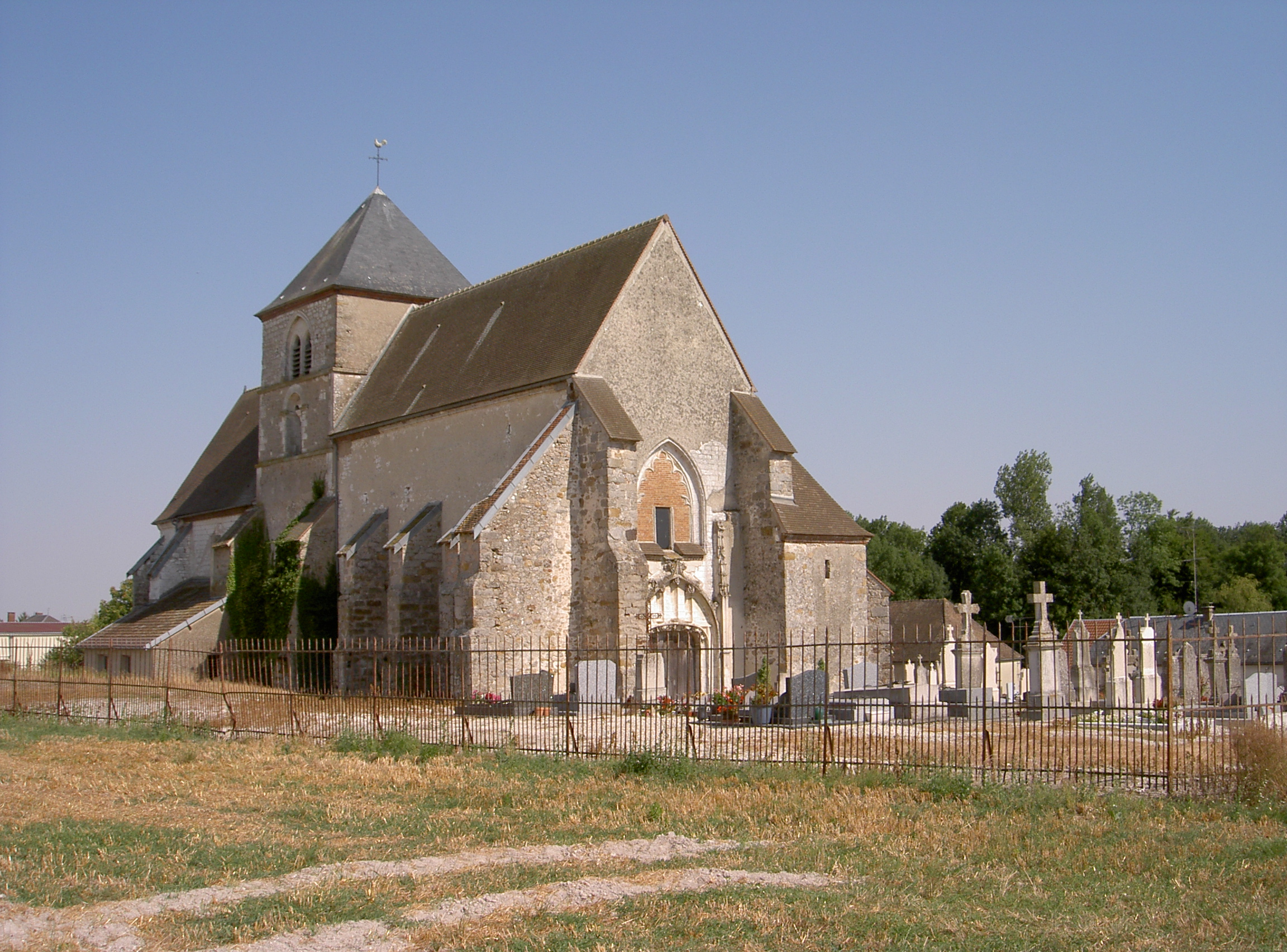
Kirche Saint-Lupien